# Niani
Niani fou una regió antiga del Senegal situada al nord del riu Gàmbia, al nord de la regió avui anomenada de Janjanbureh (antiga Georgetown) i a l'est del Saloum; no hi havia cap ciutat destacada i estava dividida entre diversos regnes de poca importància. Mahmadou Lamine hi va reclutar partidaris, i per temor al marabut els caps principals van acceptar la protecció francesa el 1886.